# Alessandria Foot Ball Club 1912-1913
Questa pagina raccoglie le informazioni riguardanti l'Alessandria Foot Ball Club nelle competizioni ufficiali della stagione 1912-1913.

## Stagione
Nella stagione 1913 la neonata Alessandria Foot Ball Club disputò il primo campionato nazionale della sua storia, vincendo il torneo di Promozione.

## Divise
| 1ª divisa | 2ª divisa |

## Organigramma societario
Area direttiva
- Direttore Forza e Coraggio: Alfredo Ratti
- Presidente Sezione Calcio: Italo Filippa
- Dirigenti: Enrico Badò, Amilcare Savojardo e Umberto Vitale

Area tecnica
- Direttore sportivo e allenatore: Augusto Rangone

## Rosa
| N. |                   | Ruolo | Calciatore          |
| -- | ----------------- | ----- | ------------------- |
|    | Italia (bandiera) | P     | Giulio Pezzati      |
|    | Italia (bandiera) | D     | Giuseppe Ticozzelli |
|    | Italia (bandiera) | D     | Felice Barile       |
|    | Italia (bandiera) | C     | Carlo Lazoli (I)    |
|    | Italia (bandiera) | C     | Amilcare Savojardo  |
|    | Italia (bandiera) | C     | Vito Prato          |

| N. |                   | Ruolo | Calciatore          |
| -- | ----------------- | ----- | ------------------- |
|    | Italia (bandiera) | C     | Alfredo Ratti (I)   |
|    | Italia (bandiera) | A     | Michele Formini     |
|    | Italia (bandiera) | A     | Ernesto Ricci (II)  |
|    | Italia (bandiera) | A     | Alessandro Brunoldi |
|    | Italia (bandiera) | A     | Luigi Du Jardin     |
|    | Italia (bandiera) | A     | Luigi Bosio         |

## Risultati

### Promozione
| Arbitro: | Armano (Torino) |

|                     |           |  |
| Du Jardin Savojardo | Marcatori |  |

| Arbitro: | Laugeri (Torino) |

|                                   |           |                         |
| Du Jardin 7’, 54’, 64’ Barile 40’ | Marcatori | 2’ Bersano 30’ Motta II |

| Arbitro: | Borda (Torino) |

|                    |           |  |
| Colombo 41’ (rig.) | Marcatori |  |

| Arbitro: | Varetto (Torino) |

|  |           |                    |
|  | Marcatori | 23’, 88’ Du Jardin |

### Spareggio
| Arbitro: | Meazza (Milano) |

|                                      |           |  |
| Bosio 35’ Du Jardin 55’ Ricci II 87’ | Marcatori |  |

## Statistiche

### Statistiche di squadra
| Competizione | Punti | In casa | In casa | In casa | In casa | In casa | In casa | In trasferta | In trasferta | In trasferta | In trasferta | In trasferta | In trasferta | Totale | Totale | Totale | Totale | Totale | Totale | DR |
| Competizione | Punti | G       | V       | N       | P       | Gf      | Gs      | G            | V            | N            | P            | Gf           | Gs           | G      | V      | N      | P      | Gf     | Gs     | DR |
| ------------ | ----- | ------- | ------- | ------- | ------- | ------- | ------- | ------------ | ------------ | ------------ | ------------ | ------------ | ------------ | ------ | ------ | ------ | ------ | ------ | ------ | -- |
| Campionato   | 6     | 2       | 2       | 0       | 0       | 6       | 2       | 2            | 1            | 0            | 1            | 2            | 1            | 4      | 3      | 0      | 1      | 8      | 3      | +5 |
| Spareggio    |       | -       | -       | -       | -       | -       | -       | 1            | 1            | 0            | 0            | 3            | 0            | 1      | 1      | 0      | 0      | 3      | 0      | +3 |
| Totale       |       | 2       | 2       | 0       | 0       | 6       | 2       | 3            | 2            | 0            | 1            | 5            | 1            | 5      | 4      | 0      | 1      | 11     | 3      | +8 |

### Statistiche dei giocatori
| Giocatore     | Promozione | Promozione | Spareggio | Spareggio | Totale | Totale |
| Giocatore     | Pres       | Gol        | Pres      | Gol       | Pres   | Gol    |
| ------------- | ---------- | ---------- | --------- | --------- | ------ | ------ |
| F. Barile     | 4          | 1          | 1         | 0         | 5      | 1      |
| L. Bosio      | 4          | 0          | 1         | 1         | 5      | 1      |
| A. Brunoldi   | 4          | 0          | 1         | 0         | 5      | 0      |
| L. Du Jardin  | 4          | 6          | 1         | 1         | 5      | 7      |
| M. Formini    | 4          | 0          | 1         | 0         | 5      | 0      |
| C. Lazoli (I) | -          | -          | 1         | 0         | 1      | 0      |
| Pezzati       | 4          | -3         | 1         | 0         | 5      | -3     |
| V. Prato      | 4          | 0          | 1         | 0         | 5      | 0      |
| A. Ratti (I)  | 4          | 0          | -         | -         | 4      | 0      |
| E. Ricci (II) | 4          | 0          | 1         | 1         | 5      | 1      |
| A. Savojardo  | 4          | 1          | 1         | 0         | 5      | 1      |
| G. Ticozzelli | 4          | 0          | 1         | 0         | 5      | 0      |